# Galerie Nierendorf
La Galerie Nierendorf est une galerie d'art dont le siège se situe à Berlin, en Allemagne, connue pour avoir accueilli nombre d'illustres artistes. 

## Expositions

### Fondation et premières expositions
La galerie fut fondée en 1920 par les marchands d'art et frères Karl (1889-1947) et Josef (1898-1949) Nierendorf à Cologne sous le nom de Nierendorf Köln NEUE KUNST (Nierendorf Cologne Art nouveau). En 1925 Josef Nierendorf transféra la galerie pour un an à Düsseldorf. Dès 1923 Karl Nierendorf avait pris en charge le GRAPHISCHE KABINETT (Cabinet d'arts graphiques) d'Israel Ber Neumann à Berlin, et en 1925 le renomma Galerie Neumann-Nierendorf. En 1926 il le dirigea conjointement avec son frère Josef, et en 1933 ils le rebaptisèrent Galerie Nierendorf. Comme ils le faisaient déjà en Rhénanie, les frères exposèrent aussi à Berlin de l'art nouveau, expressionniste, comme les œuvres de Otto Dix, des artistes du Brücke Erich Heckel, Emil Nolde et Karl Schmidt-Rofftluff, mais aussi des artistes encore inconnus comme l'étudiant, futur peintre et professeur d'arts Lorenz Humburg. Les galeristes se révélèrent toujours être des mécènes, sponsors et promoteurs de leurs artistes. Entre 1934 et 1936 les Nierendorf se portèrent garants, en particulier à travers l'exposition Deutsche Kunst der Gegenwart (Art allemand du présent) de 1935, de Charles Crodel, Otto Dix, Karl Hofer entre autres.